# Trusted Computing
Trusted Computing (TC), v dobesednem prevodu »zaupanja vredno, verodostojno računalništvo«, je novonastala tehnologija, ki jo razvija Trusted Computing Group (TCG). Cilj te tehnologije je ustvariti zanesljivejše računalnike z uporabo ustrezne strojne in programske opreme, ki bi dovoljevala le delovanje kot si ga je zamislil proizvajalec. Termin izhaja iz besede »trust« (zaupanje, odgovornost) in ne pomeni zanesljivosti z vidika uporabnika, ampak z vidika proizvajalca. Naprave s to tehnologijo bodo lahko ne samo varovale opremo pred neželenimi spremembami, ampak tudi postavile nekatere omejitve, ki so neugodne za neodvisne proizvajalce programske opreme. TC podpirajo največji proizvajalci, svetovno znana podjetja, kot so AMD, HP, IBM, Intel, Microsoft in Sun, ki TC predstavljajo kot podlago za izdelavo zanesljivejših računalnikov, manj občutljivih za viruse in drugo škodljivo programsko opremo. Tehnologijo podpira tudi ameriška vojska, ki kupuje izključno opremo, opremljeno s tehnologijo TC.
Kritiki TC prihajajo predvsem iz tabora razvijalcev proste programske opreme (free software) in odprte kode (open source), ki menijo, da bi lahko proizvajalci s to tehnologijo postavljali nelegitimne omejitve. Glavni razlog za kritiko nekaterih ekspertov je, da naj bi tehnologija TC proizvajalcem strojne in programske opreme omogočila  kontrolo računalniških sistemov ter s tem omogočila zbiranje podatkov o obnašanju uporabikov, poleg tega pa bi tudi ogrozili konkurenco med proizvajalci programske opreme, vključno z odprtokodno.